# Zeltzin Hernández
Zeltzin Hernández Guerra (ur. 26 lutego 2001) – meksykańska zapaśniczka walcząca w stylu wolnym. Zajęła szesnaste miejsce na mistrzostwach świata w 2024.
Srebrna medalistka mistrzostw panamerykańskich w 2024 i piąta w 2020. Wicemistrzyni igrzysk panamerykańskich młodzieży w 2021. 
Druga na MŚ U-23 w 2024. Mistrzyni panamerykańska U-23 w 2024. Trzecia na mistrzostwach panamerykańskich juniorów w 2021, a także druga wśród kadetów w 2018 roku.